# Fizeș (Caraș-Severin)

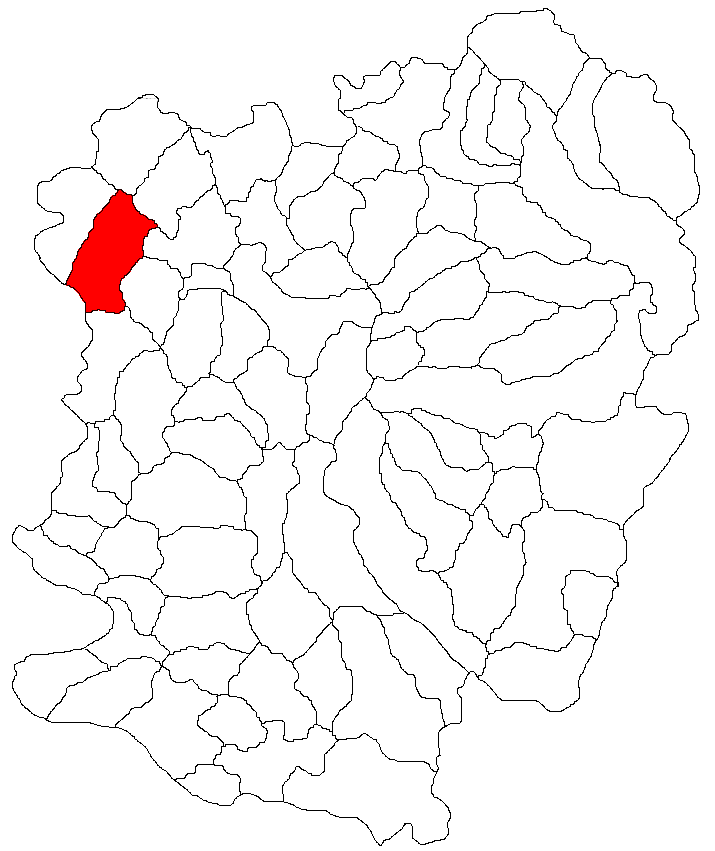
Lage der Gemeinde Berzovia im Kreis Caraș-Severin

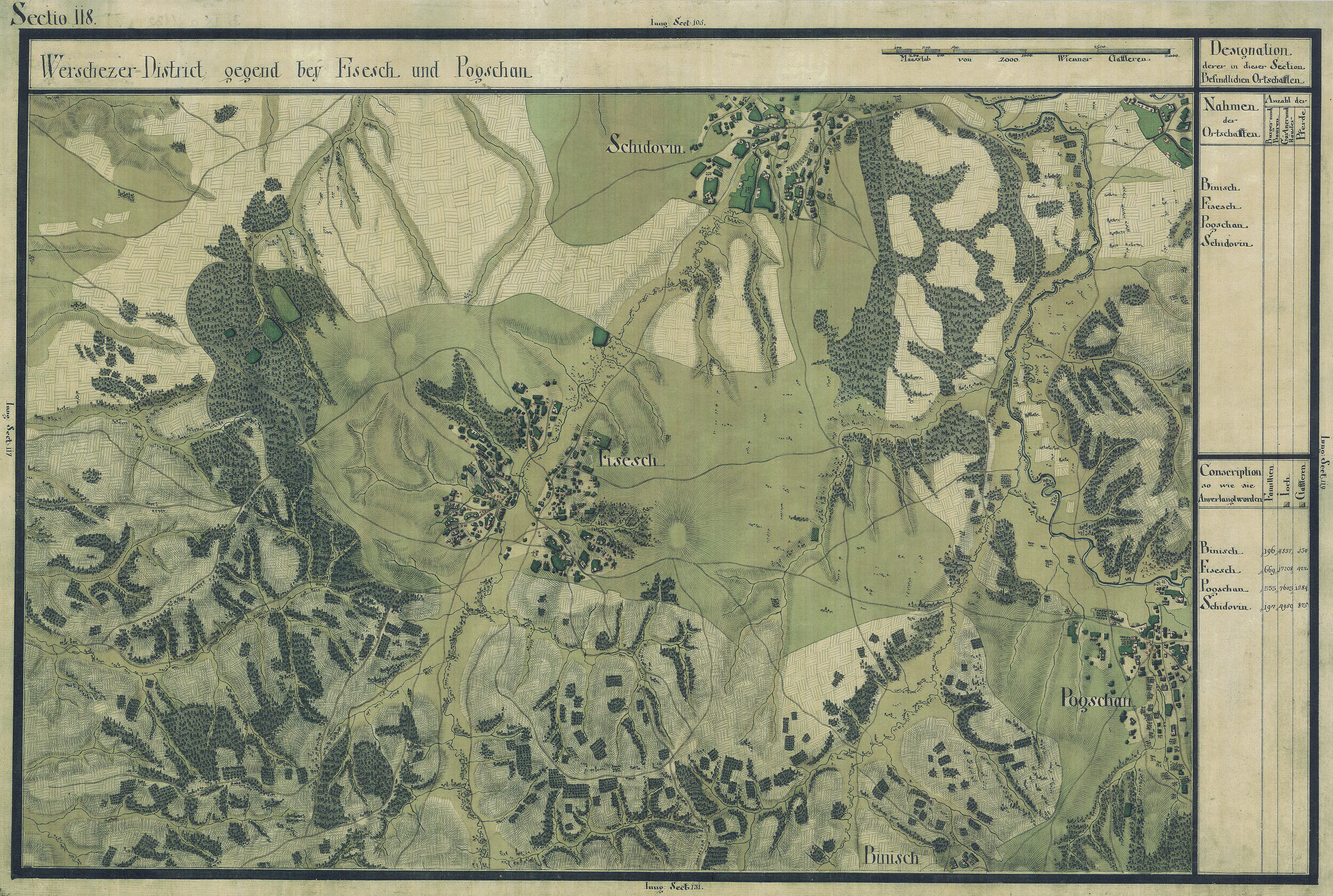
Fisesch auf der Josephinischen Landaufnahme

Fizeș (deutsch Fisesch, ungarisch Krassófüzes) ist ein Dorf im Kreis Caraș-Severin in der Region Banat in Rumänien. Das Dorf Fizeș gehört zur Gemeinde Berzovia.

## Geografische Lage
Fizeș liegt im Westen des Kreises Caraș-Severin, an der Grenze zum Kreis Timiș, sieben Kilometer südlich von Berzovia, an der Kreisstraße (drum județean) DJ 572, die Berzovia mit Comorâște verbindet.

## Nachbarorte
| Măureni      | Cărpiniș                                    | Berzovia |
| Șemlacu Mare | Kompassrose, die auf Nachbargemeinden zeigt | Bocșa    |
| Ferendia     | Königsgnad                                  | Doclin   |

## Ortsnamen
Der Ortsname ist auf das ungarische füz zurückzuführen, was so viel wie Weide bedeutet. Im Laufe der Jahrhunderte variierte die Schreibweise des Ortsnamens: Fyzestov 1329, Fyzes, Fwzes 1597, Fyzes 1690–1700, Fisescho 1717 (Josephinische Landesaufnahme), Fisches 1738, Fisesch 1776 (Griselini), Füzes 1802, Fizess 1810 (Tabula Hungarie).

## Geschichte
Die Ortschaft wurde 1597 erstmals von Sigismund Báthory in einer Schenkungsurkunde der Burg Bocșa zusammen mit umliegenden Ländereien, zu denen auch Fyzes gehörte, erwähnt. Im selben Jahr taucht auch die Schreibweise Fwzes auf. In den Aufzeichnungen von Luigi Ferdinando Marsigli aus den Jahren 1690–1700, geht hervor, dass die Ortschaft am Ende der Türkenherrschaft zum Distrikt Bocșa gehörte.
Auf der Josephinischen Landaufnahme von 1717 ist der Ort Fisescho mit 110 Häusern eingetragen und gehörte zum Distrikt Werschetz. Nach dem Frieden von Passarowitz (1718) war Fisesch Teil der Habsburger Krondomäne Temescher Banat. 
Nachdem das Tiroler Land von den Franzosen und den Bayern besetzt und Andreas Hofer in Mantua erschossen wurde, ließ Kaiser Franz I. den geflüchteten Tiroler Freiheitskämpfern unter ihren Anführern Josef Speckbacher und Thallgutter leerstehende Häuser und Ackerboden in Südungarn zuteilen.
1810 kamen sie mit ihren Familien als Flüchtlinge in das Banat. Sie ließen sich in Temeswar und im Banater Bergland nieder. Ein Teil von ihnen hat den rumänischen Ort Fisesch erweitert und der andere gründete in der unmittelbaren Nähe eine neue Dorfsiedlung und gab ihr den Namen Königsgnad.
1780 wurde Fisesch der Banater Montan-Gesellschaft unterstellt, 1855 geht die Ortschaft in den Besitz der StEG über.
Infolge des Österreichisch-Ungarischen Ausgleichs (1867) wurde das Banat dem Königreich Ungarn innerhalb der Doppelmonarchie Österreich-Ungarn angegliedert. Die amtliche Ortsbezeichnung war Krassófüzes.
Der Vertrag von Trianon am 4. Juni 1920 hatte die Dreiteilung des Banats zur Folge, wodurch Fizeș an das Königreich Rumänien fiel.
In der Zwischenkriegszeit gegörte Fizeș zum Stuhlbezirk Bocşa und hatte über 2000 Einwohner.

## Bevölkerungsentwicklung
| 1880 | 1902 | 1523 | 131 | 87  | 161 |
| 1910 | 2142 | 1522 | 360 | 110 | 150 |
| 1930 | 1816 | 1273 | 325 | 122 | 96  |
| 1977 | 1409 | 1163 | 206 | 18  | 22  |
| 2002 | 950  | 821  | 100 | 16  | 13  |
| 2011 | 822  | 760  | 31  | -   | 31  |